# Peugeot 308 (2021)
La Peugeot 308 III (nome in codice P5) è la terza generazione della Peugeot 308, un'autovettura prodotta a partire dal 2021 dalla casa automobilistica francese Peugeot.

## Profilo

### Debutto, design e dotazioni

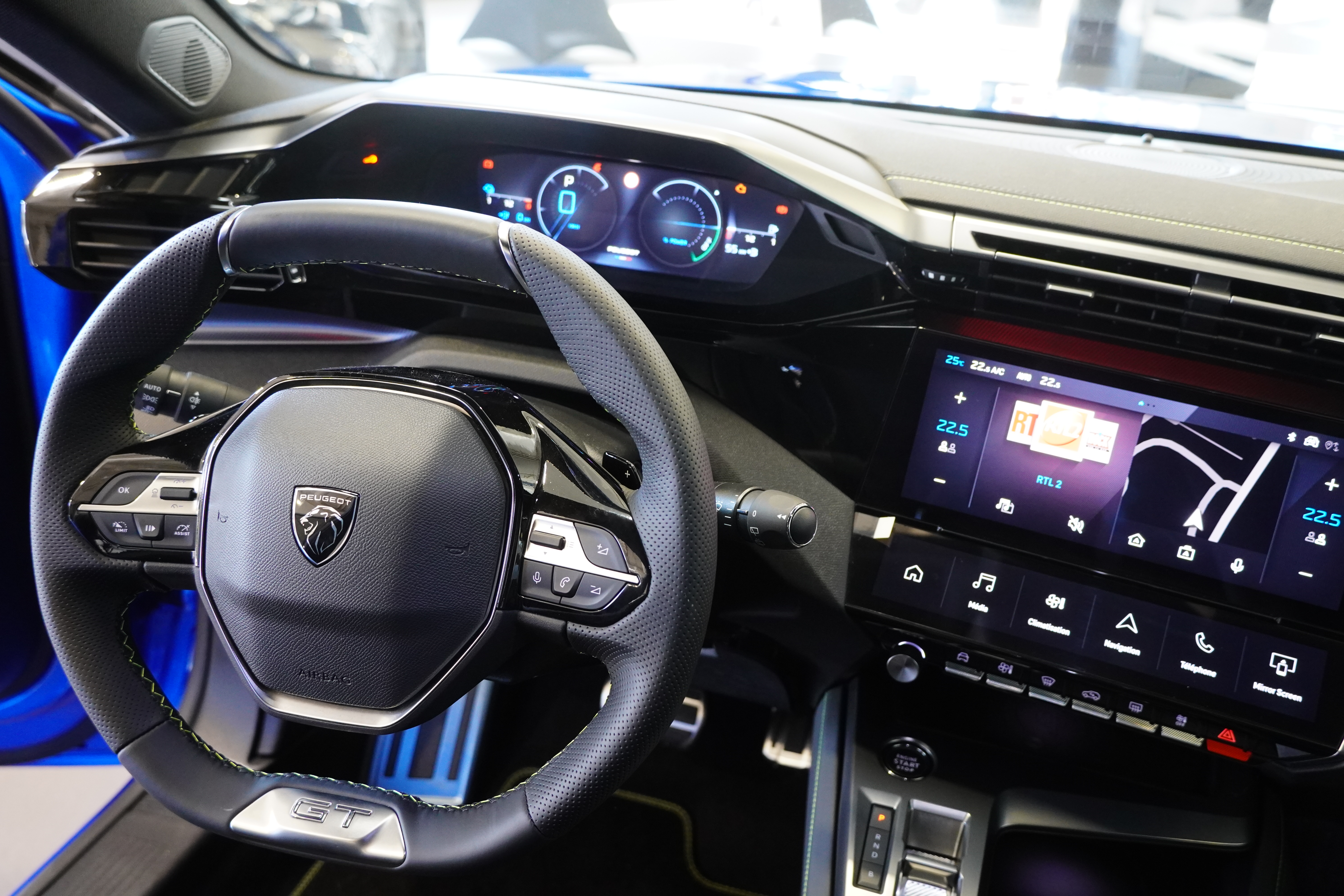
Vista del posto

La terza generazione della 308 è stata presentata in versione berlina a due volumi 5 porte il 18 marzo 2021.
La vettura sostituisce la seconda generazione, la cui produzione è terminata nell'aprile 2021, ossia prima del previsto a causa di una carenza di chip e semiconduttori che ha colpito l'industria automobilistica, causata anche dalla forte richiesta di computer dovuta alla pandemia di Covid-19.
La 308 di terza generazione è la prima vettura della Casa ad adottare il nuovo marchio, il quale richiama quello del 1963 ed è posizionato, oltreché sulla calandra e nel portellone posteriore come di consueto, anche sui parafanghi anteriori.
La produzione è iniziata a partire dal mese di maggio 2021 in Francia nello stabilimento di Mulhouse (Alto Reno).
La berlina è cresciuta in lunghezza di 11 centimetri rispetto alla versione precedente fino a raggiungere i 4,36 m, il passo è aumentato di 55 mm, mentre l'altezza è stata invece ridotta di 20 mm per creare una silhouette e linea più slanciata e ottenere un coefficiente di resistenza aerodinamica più basso, pari a 0,28. 

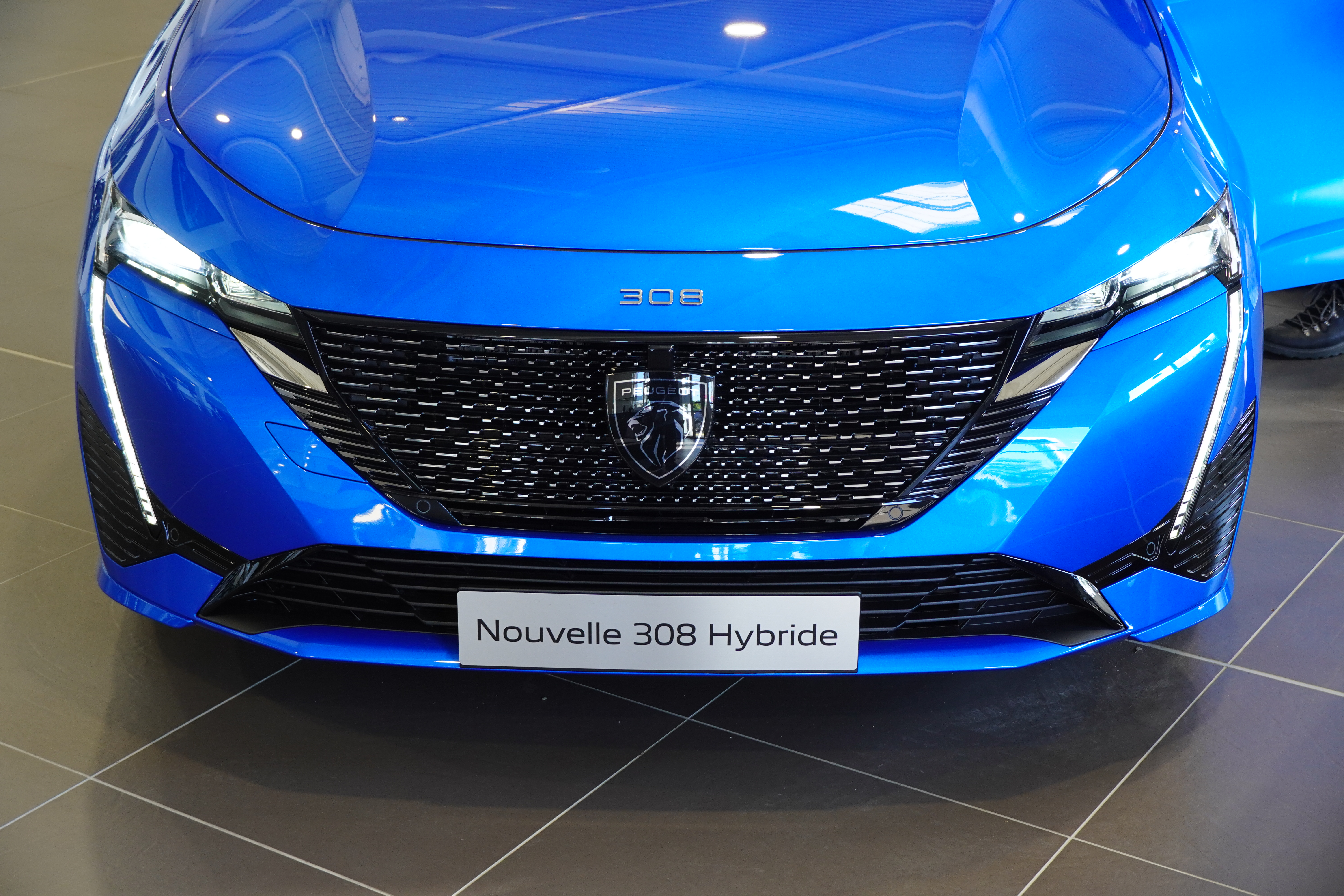
Dettaglio del frontale

Tutte le varianti della terza generazione sono dotate di fari a LED sia anteriori che posteriori, integrati da luci diurne a LED dalla forma verticale. Questi fari sono dotati della tecnologia Matrix LED sulle varianti GT e GT Premium. È inoltre dotato del pacchetto Drive Assist che aggiunge il cruise control adattivo con funzione Stop and Go, assistenza per il mantenimento della corsia, cambio di corsia semiautomatico e adattamento della velocità in curva. Altre caratteristiche offerte di serie o come optional includono il monitoraggio degli angoli ciechi a lungo raggio, l'assistenza al parcheggio con vista a 360° con quattro telecamere, riscaldamento del parabrezza e volante e una funzione di chiamata di emergenza E-call+.
Gli allestimenti al lancio sono 3 principali (Active Pack, Allure e GT) più 2 pacchetti aggiuntivi denominati 'Pack' ovvero (Allure Pack e GT Pack).

### Struttura e motori
La vettura è basata sull'evoluzione del pianale modulare EMP2 nella sua terza generazione ed è il primo modello della Peugeot a utilizzarlo. Con quest'ultima, dunque, la 308 condivide la struttura di base con la seconda serie della DS 4, ma le novità stanno nella possibilità di essere dotata di motorizzazioni ibride plug-in. 
Per la prima volta, infatti, la vettura viene proposta anche in versione ibrida da 180 o 225 CV, entrambe derivate dalla 508 e dalla 3008.
Al suo debutto la 308 viene proposta in tre motorizzazioni, una a benzina con due livelli di potenza, una ibrida con due livelli di potenza e una a gasolio:
- 1.2 PureTech: motore EB2 da 1199 cm³ con 110 o 130 CV di potenza massima;
- 1.6 PureTech PHEV: motore Prince da 1598 cm³ con sovralimentazione mediante turbocompressore e disponibile in due livelli di potenza massima, ossia 180 o 225 CV abbinati a un sistema ibrido plug-in fino a Gennaio 2025. Da Marzo 2025, nuova versione combinata 195cv, 150 termici dallo stesso motore + 125 cv dell'elettrico. Nuovo cambio e-DCS7 di Punch powertrain che sostituisce l'EAT8 Aisin. Aumenta la capacità del pacco batteria da 12,4 kWh si arriva a 14,6 kWh.
- 1.5 BlueHDi: motore PSA DV5 turbodiesel common rail da 1500 cm³ con potenza massima di 130 CV.
- e-308: variante elettrica con 400 km di autonomia nel ciclo WLTP, motore con potenza di 115 kW (156 CV) e coppia di 260 Nm[8].
- 1.2 Hybrid 136Cv motore EB2LTDH2 da  1199 cm³ con 136 CV, nuovo 1.2 puretech che ha la catena di distribuzione al posto della cinghia a bagno d'olio, una nuova turbina Garrett a geometria variabile e cambia da ciclo otto a ciclo miller + 28 cv da motore elettrico nel cambio doppia frizione e-dcs6  disponibile da 03/2024.  Questo cambio è il DT2 di Punch Powertrain, società Belga acquisita da Stellantis completamente nel Gennaio 2025[9]. Dal 11/03/2025 questa versione viene venduta con come "Hybrid 145", sul libretto il motore è lo stesso 100kW ovvero 136 cv, ma contano i 6.3 kW continuativi per 30 minuti del motore elettrico nel cambio, per un totale di potenza combinata di 144,60 cv ovvero 145 cv.

Due sono le varianti di cambio previste di serie: il 1.2 PureTech e la 1.5 BlueHDi montano un cambio manuale a 6 marce, mentre le altre motorizzazioni sono abbinate ad un cambio automatico Aisin a 8 rapporti.

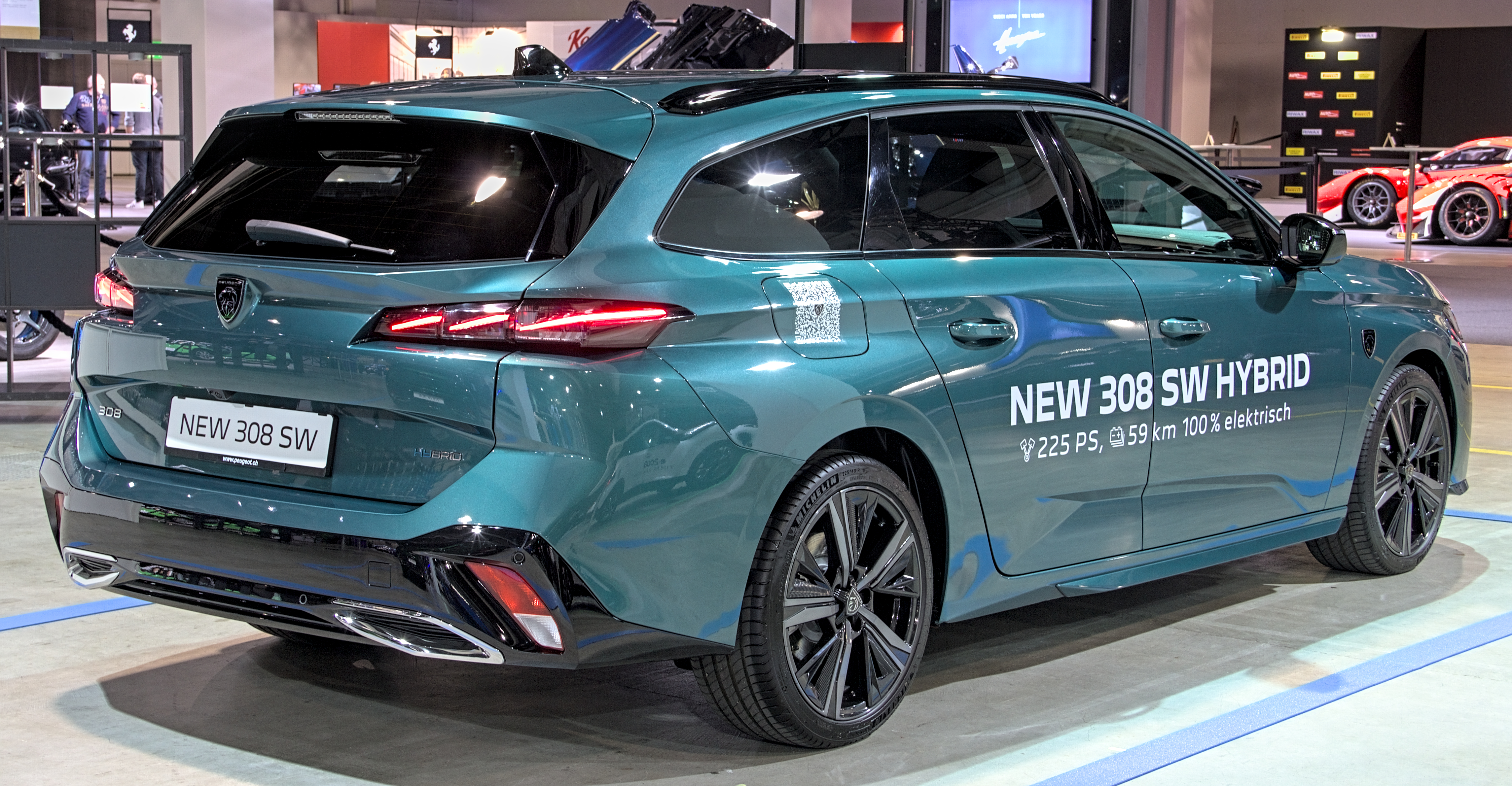
Posteriore della 308 SW

## Evoluzione

### 308 SW
La versione station wagon (codice interno P52) è presentata il 22 giugno 2021. In questa nuova generazione, rispetto alla berlina 5 porte, il passo è più lungo di 5,5 cm, a tutto vantaggio dell'abitabilità per i passeggeri posteriori. La SW è più lunga di circa 28 cm rispetto alla berlina. La zona posteriore è stata ovviamente ridisegnata per ottenere un più ampio bagagliaio, la cui capacità passa a 608 litri (548 sull'ibrida plug-in), i quali aumentano a 1.634 abbattendo il divanetto posteriore con frazionamento 40/20/40. 
A livello estetico, lo stile della carrozzeria e il frontale sono identici a quelli della berlina, così come i gruppi ottici posteriori, ma a differenza di questa la station wagon possiede uno spoiler che sovrasta il nuovo logo e un portellone che ingloba la targa.

### e-308
Per la prima volta in assoluto nella storia della 308, è stata presenta nel settembre del 2022 una variante elettrica. Basata sulla stessa piattaforma EMP2 della versione termica sia dimensionalmente che esteticamente la macchina non cambia se non per la calandra specifica per tale versione e i loghi recanti il nome e-308. Come detto in precedenza, essendo basata sulla piattaforma EMP2, ovvero una piattaforma multi-energia, si possono montare facendo una sorta di "swap" tutte le componenti utili per creare un'auto elettrica. Infatti la batteria (Litio-ioni), alimentata a 400V da 50kW effettivi (nominali 54kW), composta da una nuova composizione chimica contenente l'80% di Nickel, il 10% di Cobalto e il 10% di Manganese, viene posizionata sotto i sedili anteriori, il tunnel centrale e al retrotreno al posto del serbatoio. All'anteriore troviamo il motore elettrico collegato a un riduttore, il quale sviluppa una potenza di 156 CV (113 kW) fin da subito e una coppia di 260 Nm, offrendo così un'autonomia di 400 km e un consumo misto di 12,5 kW/100 km. Il seguente modello è disponibile con selettore delle modalità di guida il quale va a variare la potenza emessa dal motore ovvero:
- ECO: per ottimizzare l'autonomia con la potenza che scende a 109 CV (80 kW) e 220 Nm
- Normal: per l'uso cittadino 136 CV (100 kW) e 250 Nm
- Sport: per la piena potenza 156 CV (115kW) e 260 Nm.

Per la ricarica, la macchina dispone di un caricatore interno (OBC) da 11kW e consente ricariche da 11kW in AC con un tempo di 5h e 30' e fino a 100kW in CC con un tempo di 28'.
La macchina è entrata in produzione nell'Ottobre del 2023 nello stabilimento di Mulhouse ed è ordinabile (per un primo periodo) solamente online per un periodo limitato con una forma di acquisto che permette di restituirla nel caso non si sia soddisfatti entro 14 giorni. La e-308 è disponibile anche in versione SW con tre allestimenti ovvero Allure, GT e First Edition. 

## Riepilogo motorizzazioni
| Modello                                   | Motore              | Distribuzione           | Cilindrata (cm³)   | Potenza CV (kW)/rpm | Trasmissione                                               | Peso kg            | Coppia Nm/rpm      | Accelerazione 0-100 km/h (secondi) | Velocità massima (km/h) | Consumi (l/100 km) | Emissioni CO2 (g/km) | Disponibilità all'acquisto |
| Versioni a benzina                        | Versioni a benzina  | Versioni a benzina      | Versioni a benzina | Versioni a benzina  | Versioni a benzina                                         | Versioni a benzina | Versioni a benzina | Versioni a benzina                 | Versioni a benzina      | Versioni a benzina | Versioni a benzina   | Versioni a benzina         |
| ----------------------------------------- | ------------------- | ----------------------- | ------------------ | ------------------- | ---------------------------------------------------------- | ------------------ | ------------------ | ---------------------------------- | ----------------------- | ------------------ | -------------------- | -------------------------- |
| 1.2 PureTech 110 MT6 S&S                  | 3 cilindri in linea | Cinghia a bagno d'olio  | 1199               | 110 (81)/5500       | Manuale a 6 marce                                          | 1329               | 205/1750           | 10,5                               | 198                     | 5,3                | 124                  | Fino a fine 2024           |
| 1.2 PureTech 110 MT6 S.W. S&S             | 3 cilindri in linea | Cinghia a bagno d'olio  | 1199               | 110 (81)/5500       | Manuale a 6 marce                                          | 1375               | 205/1750           | 10,8                               | 198                     | 5,8                | 119                  | Fino a fine 2024           |
| 1.2 PureTech 130 MT6 S&S                  | 3 cilindri in linea | Cinghia a bagno d'olio  | 1199               | 130 (96)/5500       | Manuale a 6 marce                                          | 1333               | 230/1750           | 9,6                                | 210 (autolimitata)      | 5,3                | 119                  | Fino a fine 2024           |
| 1.2 PureTech 130 MT6 S&S S.W.             | 3 cilindri in linea | Cinghia a bagno d'olio  | 1199               | 130 (96)/5500       | Manuale a 6 marce                                          | 1385               | 230/1750           | 9,8                                | 210 (autolimitata)      | 5,3                | 119                  | Fino a fine 2024           |
| 1.2 PureTech 130 EAT8 S&S                 | 3 cilindri in linea | Cinghia a bagno d'olio  | 1199               | 130 (96)/5500       | Automatico a 8 rapporti EAT8                               | 1363               | 230/1750           | 9,7                                | 210 (autolimitata)      | 5,4                | 122                  | Fino a fine 2024           |
| 1.2 PureTech 130 EAT8 S&S SW              | 3 cilindri in linea | Cinghia a bagno d'olio  | 1199               | 130 (96)/5500       | Automatico a 8 rapporti EAT8                               | 1420               | 230/1750           | 9,9                                | 210 (autolimitata)      | 6,5                | 122                  | Fino a fine 2024           |
| Versioni a Gasolio                        |                     |                         |                    |                     |                                                            |                    |                    |                                    |                         |                    |                      |                            |
| 1.5 BlueHDi 130 MT6 S&S                   | 4 cilindri in linea | Distribuzione a catena  | 1499               | 130 (96)/3750       | Manuale a 6 marce                                          | 1418               | 300/1750           | 10,6                               | 207                     | 4,2                | 109                  | Sempre disponibile         |
| 1.5 BlueHDi 130 MT6 S&S SW                | 4 cilindri in linea | Distribuzione a catena  | 1499               | 130 (96)/3750       | Manuale a 6 marce                                          | 1457               | 300/1750           | 10,6                               | 207                     | 4,2                | 110                  | Sempre disponibile         |
| 1.5 BlueHDi 130 EAT8 S&S                  | 4 cilindri in linea | Distribuzione a catena  | 1499               | 130 (96)/3750       | Automatico a 8 rapporti EAT8                               | 1436               | 300/1750           | 10,6                               | 207                     | 4,3                | 113                  | Sempre disponibile         |
| 1.5 BlueHDi 130 EAT8 S&S SW               | 4 cilindri in linea | Distribuzione a catena  | 1499               | 130 (96)/3750       | Automatico a 8 rapporti EAT8                               | 1475               | 300/1750           | 10,9                               | 207                     | 4,3                | 113                  | Sempre disponibile         |
| Versioni elettriche                       |                     |                         |                    |                     |                                                            |                    |                    |                                    |                         |                    |                      |                            |
| e-308                                     | -                   | -                       | -                  | 156 (115)/4070      | Riduttore a rapporto fisso                                 | 1759               | 260                | 9,8                                | 170                     | -                  | -                    |                            |
| e-308 S.W.                                | -                   | -                       | -                  | 156 (115)/4070      | Riduttore a rapporto fisso                                 | -                  | 260                | -                                  | -                       | -                  | -                    |                            |
| Versioni ibride plug-in                   |                     |                         |                    |                     |                                                            |                    |                    |                                    |                         |                    |                      |                            |
| 1.6 PureTech Plug-in Hybrid 180 e-EAT8    | 4 cilindri in linea | Catena di distribuzione | 1598               | 180 (150+110)/6000  | Automatico a 8 rapporti e-EAT8                             | 1678               | 320/1750           | 7,6                                | 224                     | 1,3                | 30                   | Fino a Marzo 2025          |
| 1.6 PureTech Plug-in Hybrid 180 e-EAT8 SW | 4 cilindri in linea | Catena di distribuzione | 1598               | 180 (150+110)/6000  | Automatico a 8 rapporti e-EAT8                             | 1734               | 320/1750           | 7,7                                | 224                     | 1,3                | 30                   | Fino a Marzo 2025          |
| 1.6 PureTech Plug-in Hybrid 225 e-EAT8    | 4 cilindri in linea | Catena di distribuzione | 1598               | 225 (180+110)/6000  | Automatico a 8 rapporti e-EAT8                             | 1708               | 320/1750           | 7,5                                | 235                     | 1,3                | 30                   | Fino a Marzo 2025          |
| 1.6 PureTech Plug-in Hybrid 225 e-EAT8 SW | 4 cilindri in linea | Catena di distribuzione | 1598               | 225 (180+110)/6000  | Automatico a 8 rapporti e-EAT8                             | 1762               | 320/1750           | 7.6                                | 235                     | 1,3                | 30                   | Fino a Marzo 2025          |
| 1.6 PureTech Plug-in Hybrid 195 e-DCS7    | 4 cilindri in linea | Catena di distribuzione | 1598               | 195 (150+125)/5500  | Automatico a 7 rapporti Doppia frizione elettrificato DCS7 | 1623               | 250/1750           | 7,6                                | 225                     | 0,8                | 23-25                | Da Marzo 2025              |
| 1.6 PureTech Plug-in Hybrid 195 e-DCS7 SW | 4 cilindri in linea | Catena di distribuzione | 1598               | 195 (150+125)/5500  | Automatico a 7 rapporti Doppia frizione elettrificato DCS7 | 1662               | 250/1750           | 7,7                                | 225                     | 0,8                | 23-25                | Da Marzo 2025              |
| Versioni ibride (MHEV)                    |                     |                         |                    |                     |                                                            |                    |                    |                                    |                         |                    |                      |                            |
| 1.2 Hybrid 136                            | 3 cilindri in linea | catena di distrubuzione | 1199               | 136 (100)/5500      | Automatico a 6 rapporti Doppia frizione elettrificato DCS6 | 1375               | 230                | 9.0                                | 210                     | 4,7                | 106                  | Da Marzo 2024              |